# Bowie majortom
Bowie majortom (лат.) — вид блуждающих пауков рода Bowie (Ctenidae). Встречается в Непале. Назван в честь персонажа Майор Том (Major Tom) из творчества британского музыканта Дэвида Боуи.

## Описание
Пауки средних размеров, длина самки 10,1 мм. Окраска красновато-коричневая. Хелицеры вздуты спереди. Опистосома сверху от желтоватого до красновато-коричневого цвета. Хелицеры с 4 ретромаргинальными зубцами (или 5 с учётом дистального дополнительного зубца) и с 8—15 зубцами вдоль всей борозды. Задний край хелицер, примыкающий к основанию, с 7—8 щетинками.

## Таксономия и этимология
Вид был впервые описан в 2022 году немецким арахнологом Петером Егером (Peter Jäger). Назван в честь вымышленного персонажа Майор Том (Major Tom) из музыкального творчества британского певца Дэвида Боуи — по случаю 75-летия рок-легенды и с целью привлечь внимание к всё ещё в значительной степени неизученному разнообразию и защите природы.
Сходны с B. simplex, а также с B. aladdinsane из-за сходства женских гениталий: 1) боковые зубцы маленькие и тупые, не достигают эпигастральной борозды, 2) вульва с небольшими семяприемниками относительно широкого пространства между вульвальными складками и 3) отсутствие срединного киля. Включён в видовую группу cladarus по наличию общих признаков: имеют сходное строение копулятивных органов самца и самки, то есть поперечный тегулярный апофиз, короткий эмболус со срединным ретролатеральным отростком и относительно короткий ретролатеральный голенный апофиз педипальп (RTA) у самцов, а также отчётливые переднебоковые «плечи» срединной пластинки и двулопастные боковые зубцы у самок с открыто видимыми основаниями соответствующих боковых зубцов.

## Распространение
Встречается в Непале (Eastern Province). Самка (голотип) обнаружена в 1988 году в Sankhua Sabha District, Arun valley, Chichila, [27°29’52.71"N, 87°15’22.06"E], на высоте 1960—2000 м.